# Tine Eerlingen
Tine Eerlingen, née le 24 mai 1976 à Gand, est une femme politique belge flamande, membre de la N-VA.
Elle est licenciée ingénieur civil architecte (KUL);
coordinateur de sécurité niveau A, (KUL.

## Fonctions politiques
- 2000-2002 : conseiller communal à  Herent
- députée au Parlement flamand :
  - du 7 juin 2009 au 25 mai 2014